# Grabenhaus
Grabenhaus ist ein Gemeindeteil der Gemeinde Bindlach im Landkreis Bayreuth (Oberfranken, Bayern). Grabenhaus liegt in der Gemarkung Bindlach.

## Geografie
Die ehemalige Einöde ist mittlerweile abgebrochen. Sie befand sich am Furtbach, einem rechten Zufluss der Trebgast.

## Geschichte
Grabenhaus gehörte zur Realgemeinde Allersdorf. Gegen Ende des 18. Jahrhunderts bestand Grabenhaus aus einem Anwesen. Die Hochgerichtsbarkeit stand dem bayreuthischen Stadtvogteiamt Bayreuth zu. Das Hofkastenamt Bayreuth war Grundherr des Hauses.
Von 1797 bis 1810 unterstand der Ort dem Justiz- und Kammeramt Bayreuth. Mit dem Gemeindeedikt wurde Grabenhaus dem 1812 gebildeten Steuerdistrikt Bindlach und der zugleich gebildeten Ruralgemeinde Allersdorf zugewiesen. Mit dem Gemeindeedikt von 1818 erfolgte die Eingemeindung nach Bindlach.

### Einwohnerentwicklung
| Jahr      | 001819 | 001822 | 001861 | 001871 | 001885 | 001900 | 001925 | 001950 | 001961 | 001970 | 001987 |
| Einwohner | *      | 5      | 7      | 12     | 6      | 5      | 4      | 1      | 1      | 0      | 0      |
| Häuser    |        | 2      |        |        | 1      | 1      | 1      | 1      | 1      |        | 1      |
| Quelle    | [ 9 ]  | [ 7 ]  | [ 10 ] | [ 11 ] | [ 12 ] | [ 13 ] | [ 14 ] | [ 15 ] | [ 16 ] | [ 17 ] | [ 1 ]  |

### Religion
Grabenhaus war evangelisch-lutherisch geprägt und nach St. Bartholomäus (Bindlach) gepfarrt.